# Tang Dan
Dans ce nom chinois, le nom de famille, Tang, précède le nom personnel.
Tang Dan (chinois : 唐丹 ; pinyin : táng dān) née le 27 janvier 1990 à Chaohu, dans la province de l'Anhui) est une joueuse de xiangqi chinoise. En décembre 2016, son classement Elo de 2525 faisait d'elle la meilleure joueuse chinoise.
Elle déménage à Pékin en 2004 pour s'entrainer avec Zhang Qiang. Elle remporte son premier titre national en 2007. En 2010, elle remporte la médaille d'or aux jeux asiatiques de 2010. Elle remporte également le championnat du monde individuel de xiangqi pour la première fois en 2011, puis en 2013 et 2017.